# Глобальные сети
Глобальная сеть — любая сеть связи, которая охватывает всю Землю. Термин, используемый в данной статье, относится в более узком смысле к двунаправленным сетям связи, а также базе технологий сетей. Ранние сети, такие как международные почтовые отправления, и однонаправленные сети связи, такие как радио и телевидение, не рассматриваются.

## История
Первая глобальная сеть была создана с помощью электрического телеграфа и достигла глобального размаха в 1899 году. Телефонные сети были вторыми и достигли глобального статуса в 1950-х годах. Совсем недавно взаимосвязанные IP-сети (в основном Интернет, по оценкам, 360 миллионов пользователей по всему миру в 2009 году), а также мобильные GSM-сети (более 3 миллиардов пользователей по всему миру в 2009 году) образовали крупнейшие глобальные сети из всех. Построение глобальных сетей требует огромных дорогостоящих усилий, длящихся в течение многих десятилетий: в эксплуатацию должны быть введены разрабатываемые соединения, переключаемые и направляющие устройства физических носителей информации, такие как наземные и подводные кабели и наземные станции. Кроме того, в этот процесс вовлекаются протоколы международной коммуникации, законодательство и различные соглашения.

## Спутниковые глобальные сети
Спутники связи — важная часть глобальных сетей. Имеются определенные глобальные группировки из низкоорбитальных спутников, такие как Iridium, Globalstar и Orbcomm, которые состоят из множества аналогичных спутников, выходят на орбиту, расположенную с равными интервалами позиций и формируют mesh-сеть, иногда отправляя и получая информацию непосредственно между собой. Спутниковый доступ в Интернет стал возможным благодаря технологии VSAT.

## Мобильные беспроводные сети
Считается[кем?], что 80 % глобального рынка мобильной связи использует стандарт GSM, существующий больше чем в 212 странах и территориях. Его повсеместность делает международный роуминг очень распространенным между операторами мобильной телефонии, позволяя подписчикам использовать их телефоны во многих частях мира. Чтобы достигнуть этого, данные сети должны быть соединены посредством пиринга, и поэтому сеть GSM — действительно глобальная.

## Межсетевое взаимодействие
Телеграф и сети связи telex были постепенно сокращены, таким образом, взаимодействие среди существующих глобальных сетей возникает в нескольких точках, например, такой как между речевой телефонией и сетями цифровых данных, и между этими и спутниковыми сетями. На данный момент множество приложений работают в нескольких сетях, таких как VoIP (речь по IP). Сети мобильной связи (речь и данные) также тесно пересекаются, потому что у сотовых телефонов XXI века есть возможность передачи речи и данных (интернет-навигация и посылка сообщений по электронной почте).
Цифровые глобальные сети требуют огромной пропускной способности в основных магистралях. Это в настоящее время достигнуто оптиковолоконными кабелями.